# Schwimm- und Sprunghalle Freiberger Platz

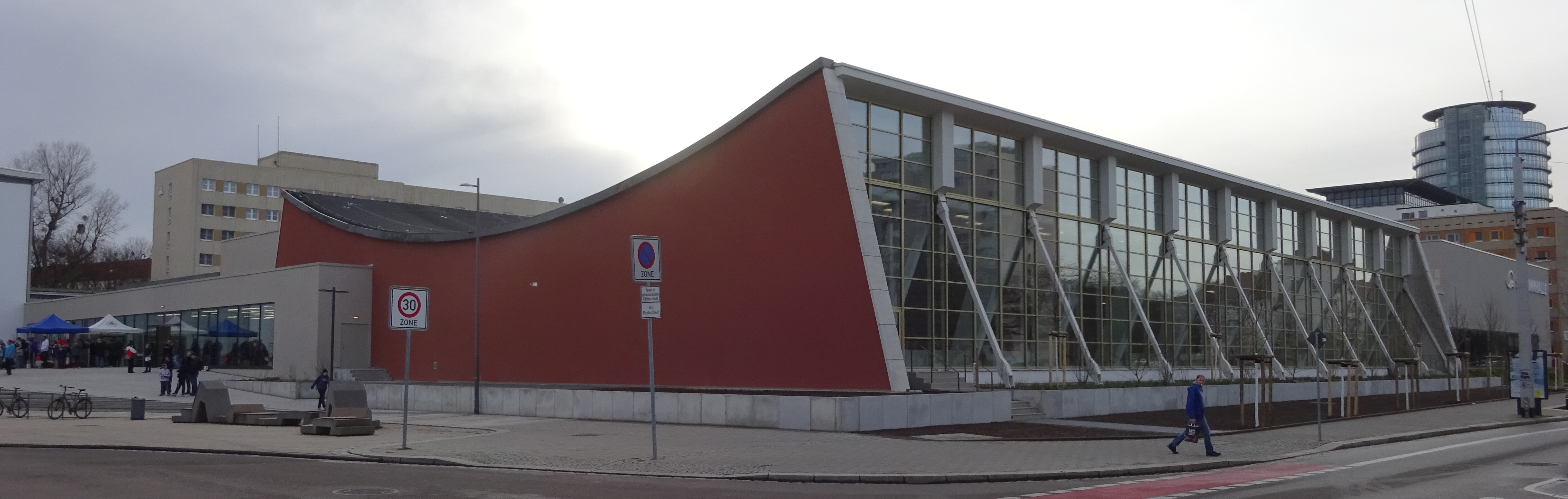
Ansicht von der Freiberger Straße aus.

Der Gebäudekomplex Schwimm- und Sprunghalle Freiberger Platz ist die größte Sportanlage in Dresden für Schwimmsport und Wasserspringen. Der Gebäudekomplex am Freiberger Platz Ecke Freiberger Straße besteht aus zwei Schwimmhallen (Altbau von 1969 und Anbau von 2016), einer 1964 fertiggestellten Sprunghalle sowie einer 2019 errichteten Sauna. Im Jahr 2008 wurden die Altbauten aus den 1960er Jahren vom Landesamt für Denkmalpflege Sachsen als ein Beispiel für die Nachkriegsmoderne unter Denkmalschutz gestellt. Nach der Berliner Schwimm- und Sprunghalle im Europasportpark ist er der zweitgrößte Schwimmsportkomplex in Deutschland.

## Gebäudekomplex
An die bis 1964 errichtete Sprunghalle wurde die 1969 fertiggestellte erste Schwimmhalle angebaut. Diese beiden Gebäudeteile bildeten bis 2016 den Schwimmsportkomplex am Freiberger Platz. Zur Behebung der baulichen Mängel an der Schwimmhalle und der benötigten Vergrößerung der Wasserfläche sowohl für den Schul- als auch für den Vereins-, Wettkampf- und Breitensport wurden Pläne für den Anbau einer weiteren Schwimmhalle vorangetrieben. Anschließend sollte die Sanierung des Altbaus erfolgen.
Am 12. März 2009 beschloss der Dresdner Stadtrat den Anbau mit der anschließenden Grundsanierung der alten Schwimmhalle. Am 4. November 2009 wurden die drei Siegerentwürfe eines entsprechenden Architekturwettbewerbs bekanntgegeben. Ebenfalls geplant wurde ein neuer, gemeinsamer Eingangsbereich für die Schwimmhallen und die Sprunghalle, über dem eine Sauna eingerichtet wird. Der für 2012 geplante Baubeginn wurde wegen Finanzierungsschwierigkeiten verschoben und erfolgte 2014. Nach mehr als fünfjähriger Bauzeit und Gesamtinvestitionen von 36,8 Millionen Euro wurde der erweiterte Komplex im Dezember 2019 fertiggestellt.

### Schwimmhalle von 1969

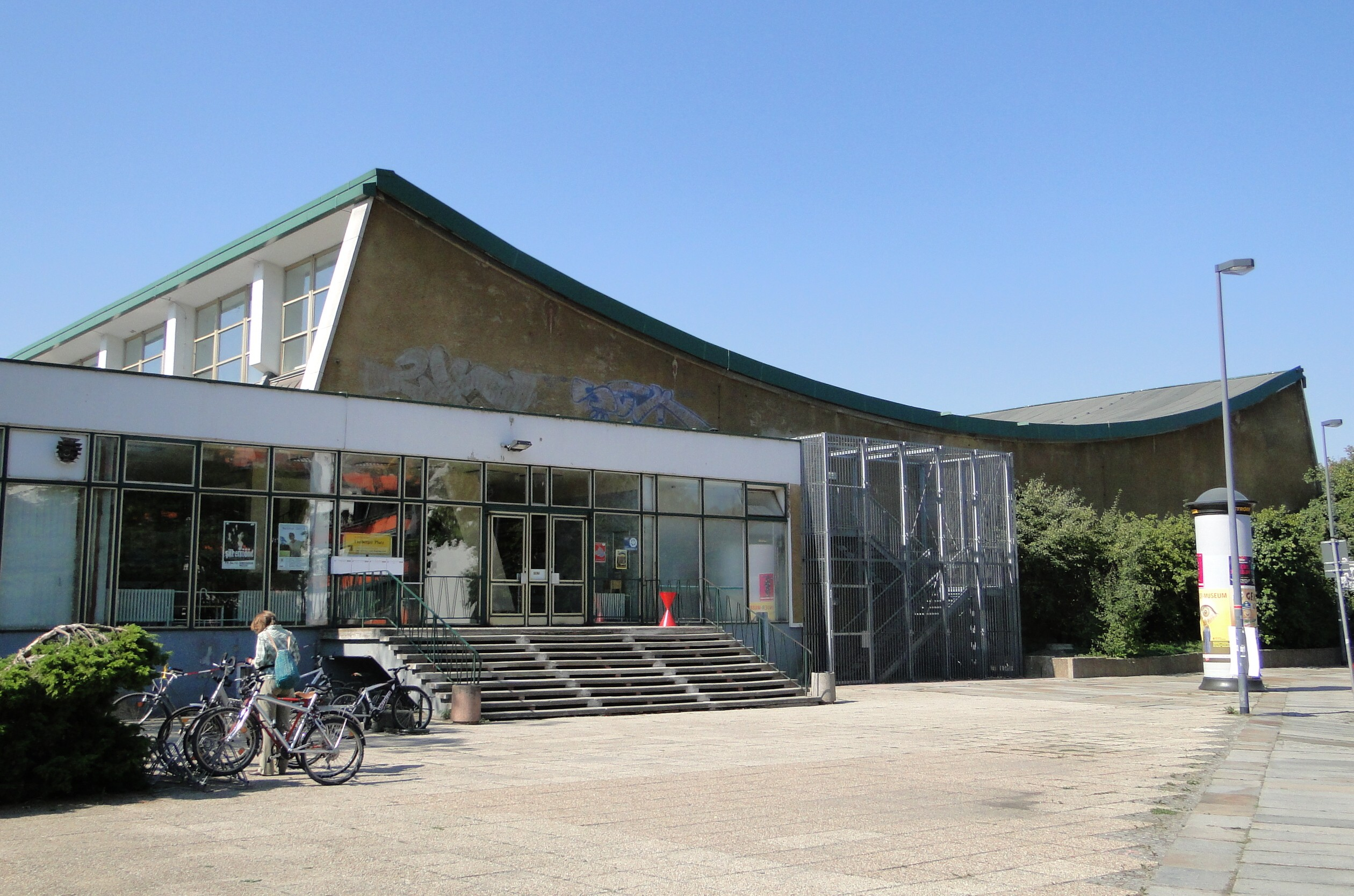
Eingang vom Freiberger Platz (2009)

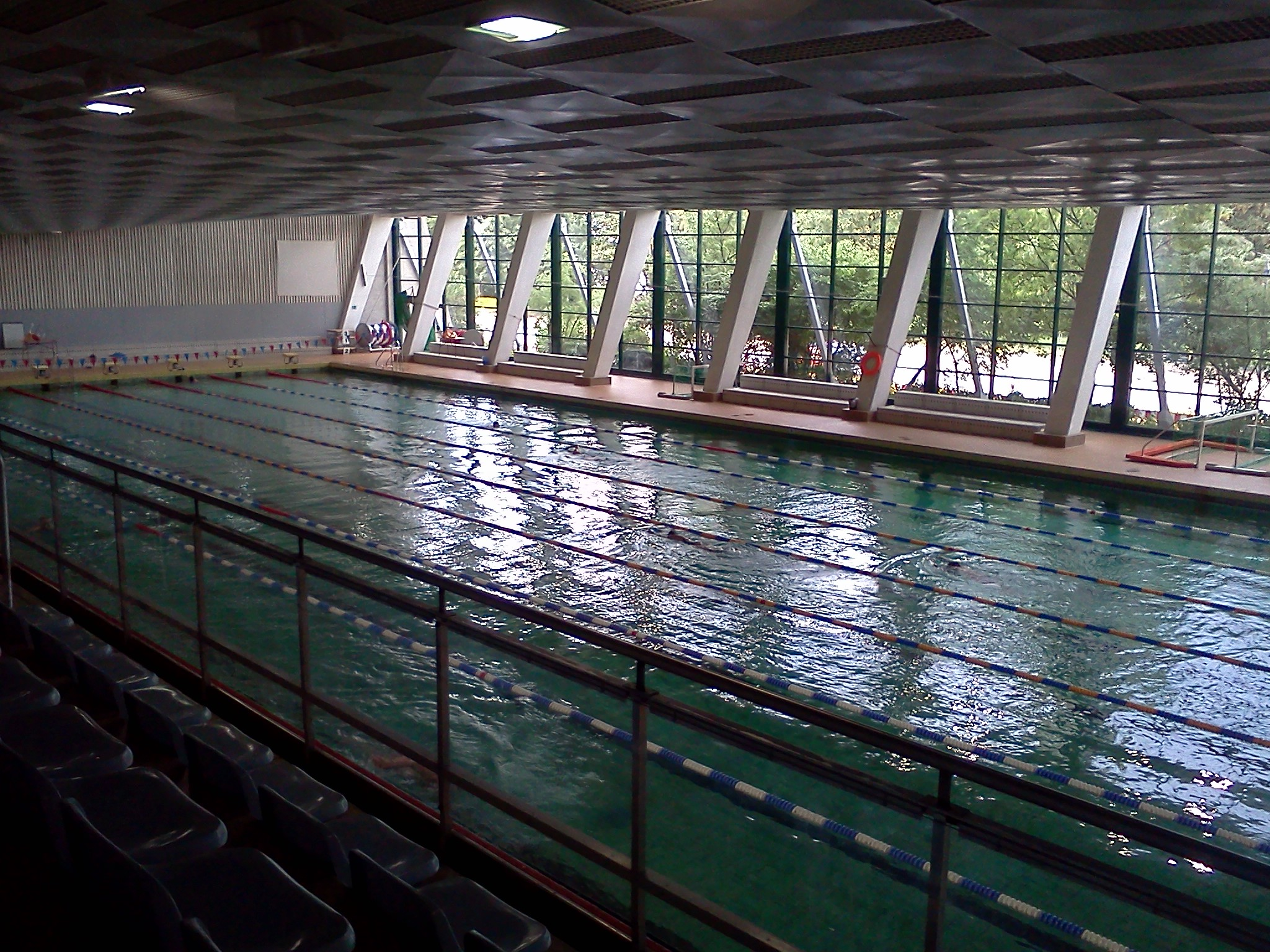
Blick von der Zuschauertribüne (2011)

Die alte Schwimmhalle wurde als Prototyp des VEB Projektierung für Sportbauten Leipzig nach Plänen von Günter Nichtitz, Eva Kaltenbrunn und Eitel Jackowski von 1968 bis 1969 erbaut. Sie hat eine nach unten geschwungene Decke, die 60 Meter lang und 40 Meter breit ist. Das konkav gebogene Spannbetondach wurde als hängender Schalenbau mit Spannstählen konstruiert, die Stahlbetonfertigteilplatten tragen. Der Bau entstand, „als auch in der DDR Architektur eine erstaunliche Experimentierfreudigkeit zugelassen wurde. Diese Bildzeichenarchitektur als bebaute Landschaft ordnet sich ganz in den Trend der weltweiten Nachkriegsmoderne zwischen Brasília und Moskau ein.“ Die Dresdner Schwimmhalle wurde das Vorbild für zahlreiche andere Schwimmhallen, wie in Potsdam am Brauhausberg (1970) oder in Leipzig die Universitätsschwimmhalle (1971).
Vor den Umbaumaßnahmen ab 2016 befand sich der Eingangsbereich an der nordwestlichen Seite des Freiberger Platzes. Von dort war der Zugang zum Kassenbereich und weiter über eine Treppe hinauf zu den dreireihigen Zuschauerrängen mit 300 Sitz- und 100 Stehplätzen möglich. Der Eingang zu den Umkleiden befand sich rechts der Kasse. Über einen Aufenthaltsraum war vom Eingangsbereich aus bereits direkt die Schwimmhalle erreichbar. Im Umkleidebereich waren Sammelkabinen und einzeln verschließbare Spinde vorhanden. Zwischen dem Umkleidetrakt und dem Durchgang zum damaligen Lehrschwimmbecken befanden sich die Duschen und Sanitäranlagen. Das Lehrschwimmbecken hatte die Abmessungen 12,5 × 8 Meter bei 1,35 Metern Wassertiefe. Neben dem Treppeneinstieg befand sich eine als Elefant gestaltete kleine Rutsche. Die Wand schmückte ein denkmalgeschütztes Fliesenmosaik.
Das große, ursprünglich geflieste Schwimmerbecken ist 50 Meter lang und hat acht Bahnen mit Startblöcken auf beiden Seiten. Unter dem Tribünenbereich befinden sich Aufenthalts- und Materialräume für den Schwimmmeister und die in der Schwimmhalle eingemieteten Vereine. Auf der anderen Seite sowie an den Kopfseiten des Beckens sind Wärmebänke aus Beton aufgestellt. An der Westseite der Halle befindet sich ein kanzelähnlicher Raum für Kampfrichter.
Nach über 45 Betriebsjahren ohne generelle Sanierung erforderten sowohl die Brandschutzbestimmungen als auch die Statik des Daches eine grundlegende Instandsetzung und Erneuerung der Schwimmhalle. Zwischenzeitlich stand aufgrund der festgestellten Mängel die Schließung der Halle zur Diskussion.
Wenige Tage nach der Inbetriebnahme des Anbaus Ende 2016 wurde die alte Halle gesperrt. Anschließend begannen zunächst Abbrucharbeiten, so wurde das alte Lehrschwimmbecken für das später errichtete neue Foyer abgerissen.

Bilder von der Sanierung des Altbaus
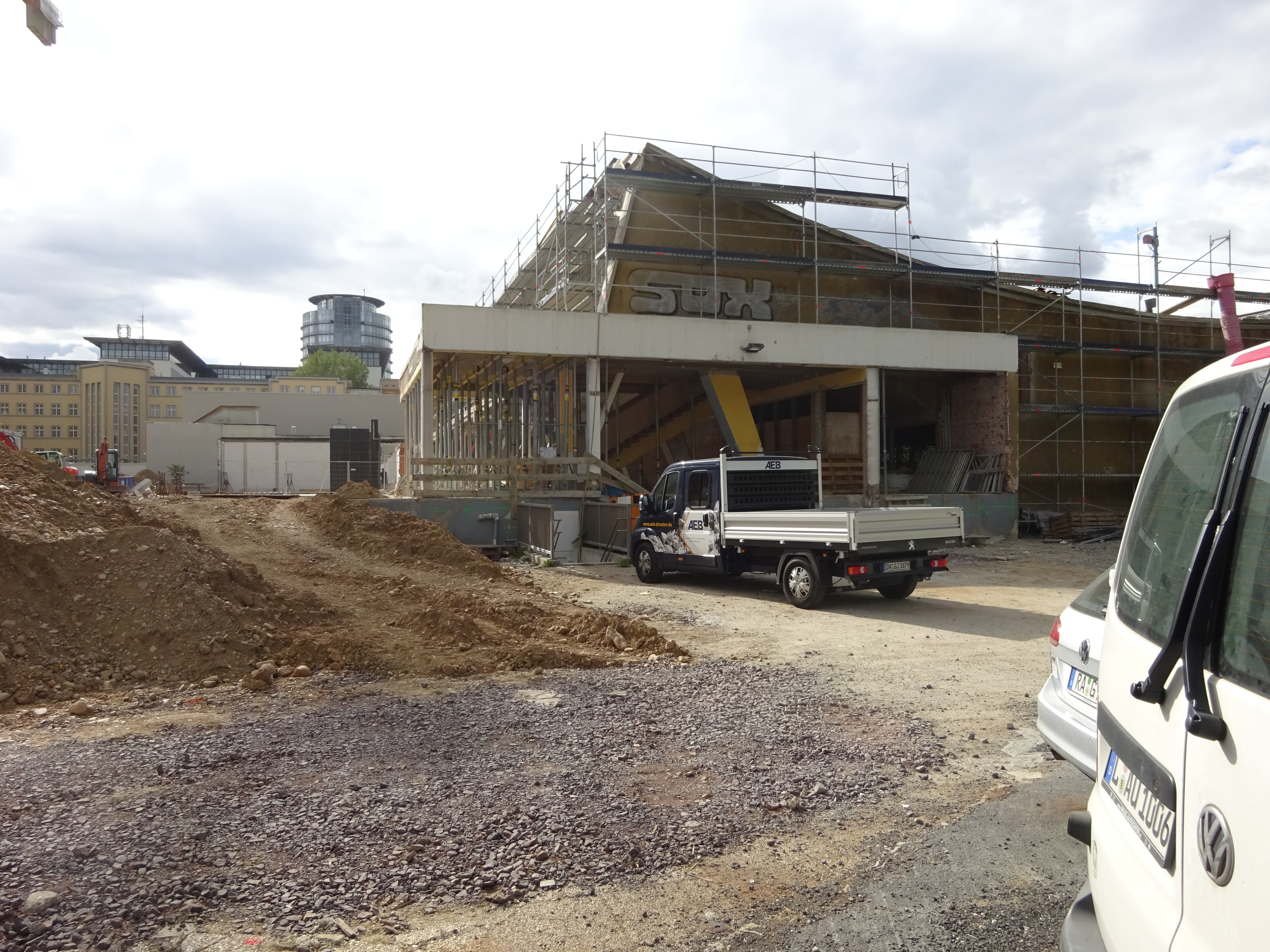
Der Eingangsbereich am Freiberger Platz im September 2017
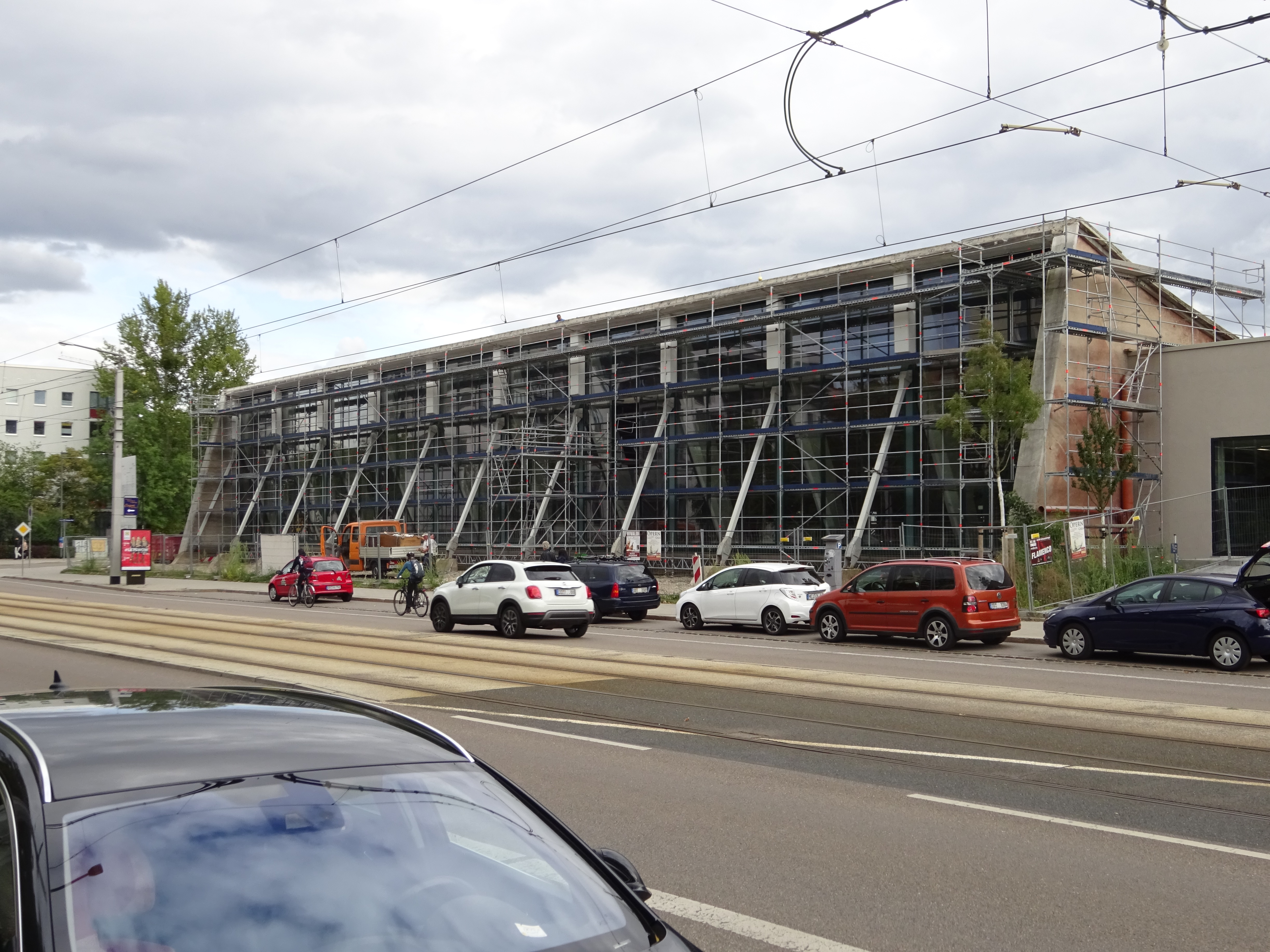
Eingerüstete Fensterseite, September 2017
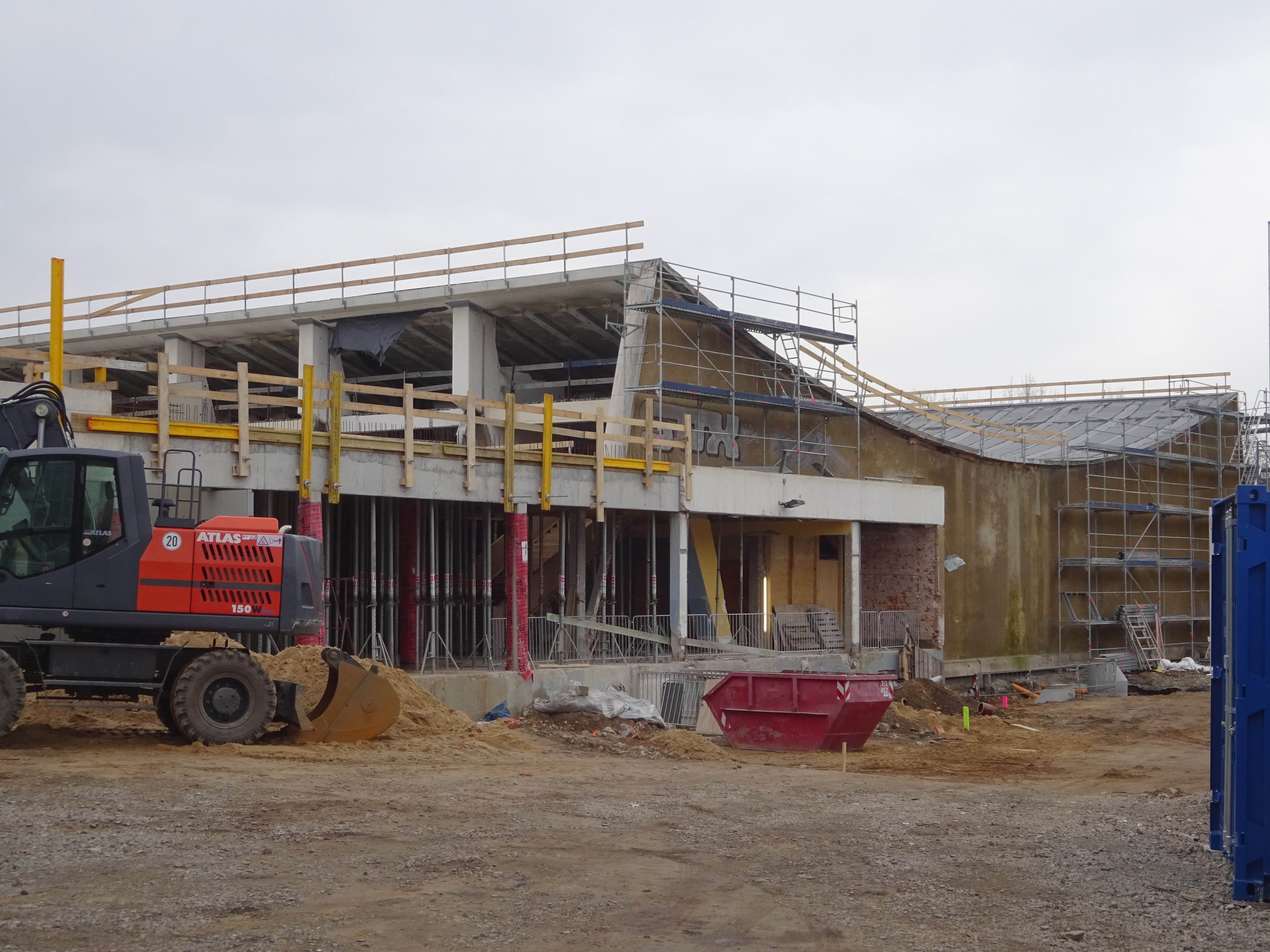
Neubau von Teilen des Eingangsbereichs und Sanierung des Daches, Februar 2018
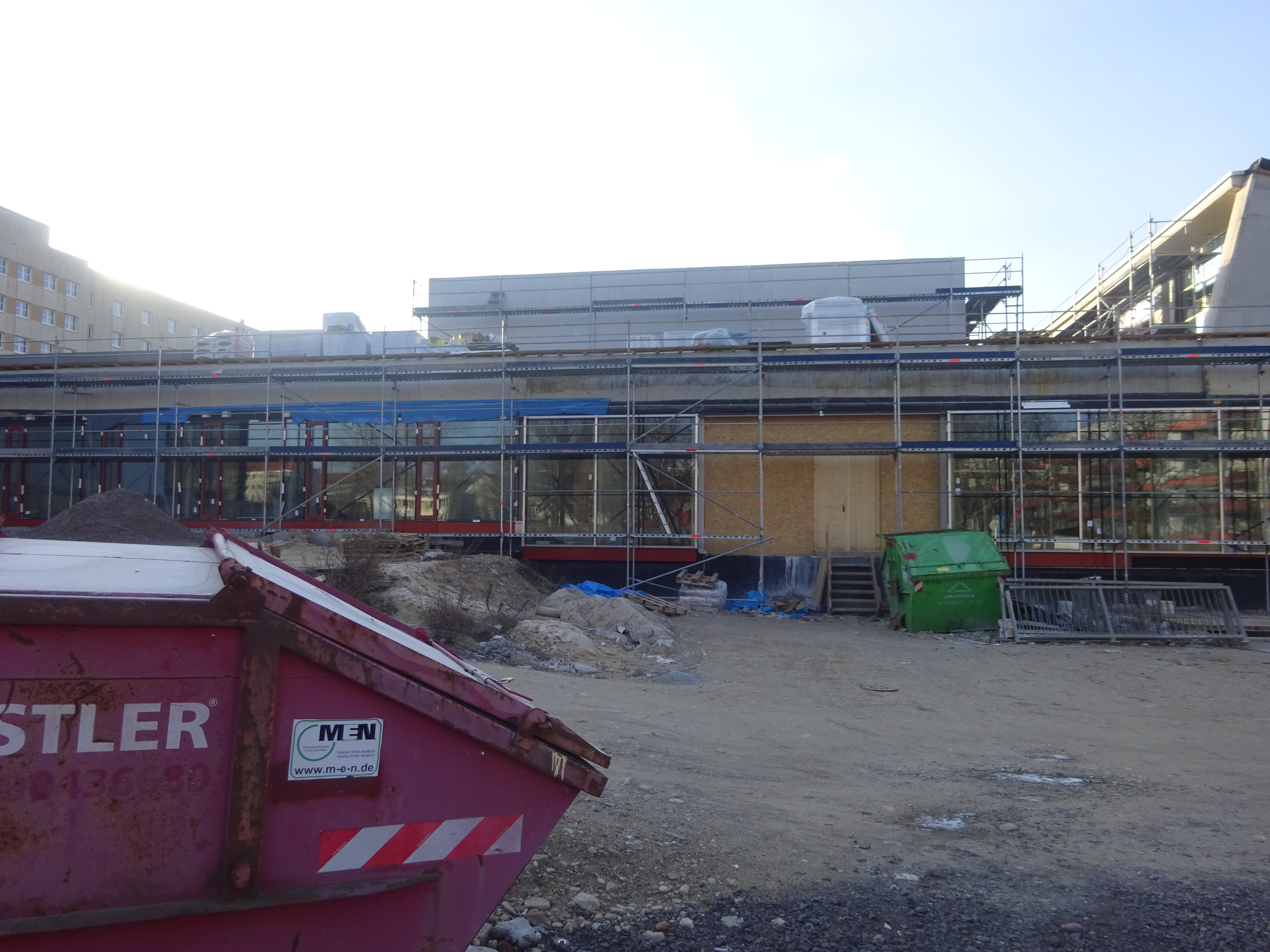
Neuer Eingang und Sauna, Bauzustand Januar 2019
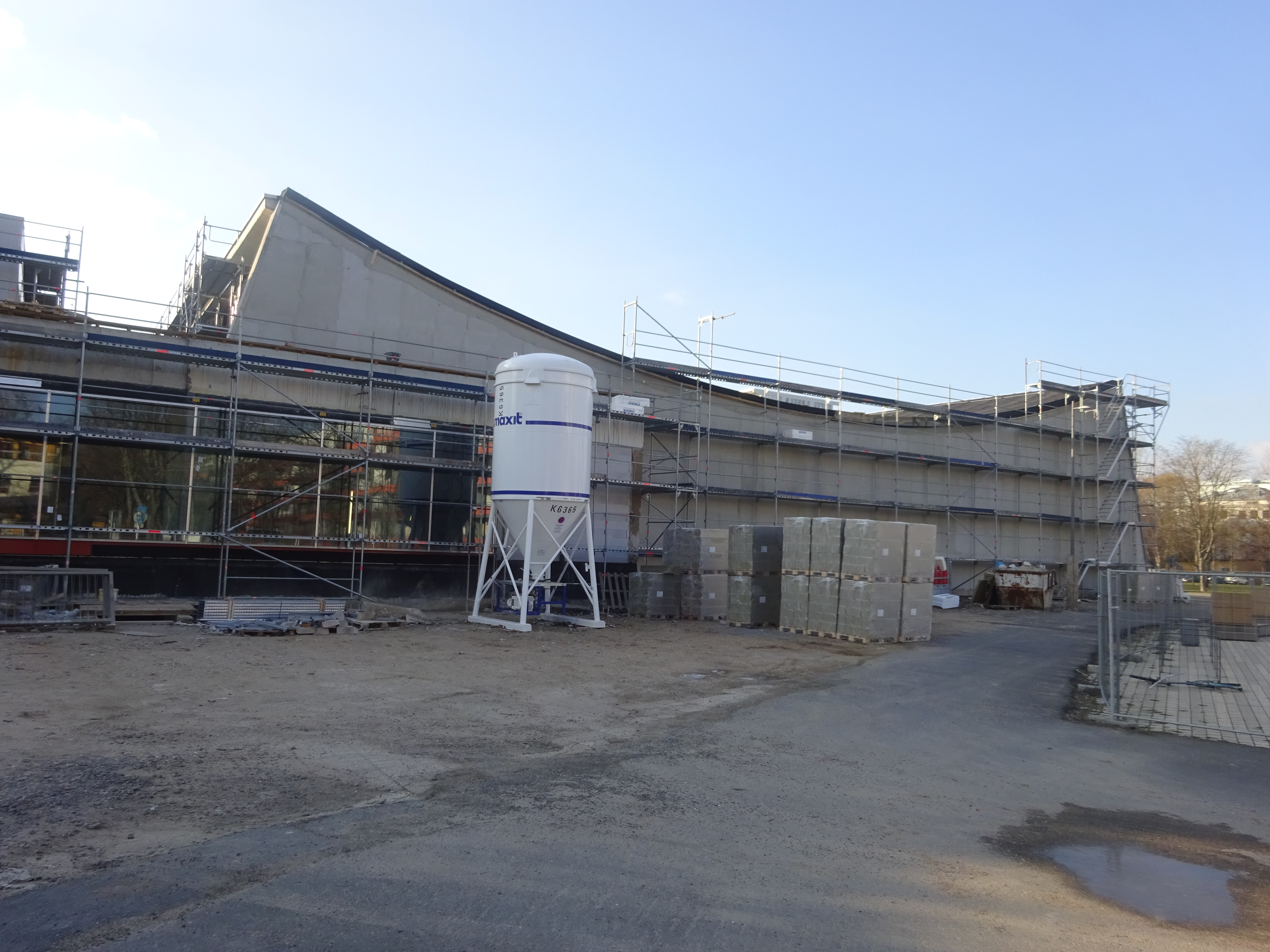
Ostseite der Schwimmhalle, Januar 2019

Der sanierte Altbau wurde am 2. Dezember 2019 feierlich eröffnet.

### Schwimmhalle von 2016
Die Bauarbeiten zur Erweiterung begannen mit dem Abriss einer alten Sporthalle auf dem Gelände zwischen Freiberger und Maternistraße.

Bilder von der Errichtung des Anbaus an die bestehende Halle
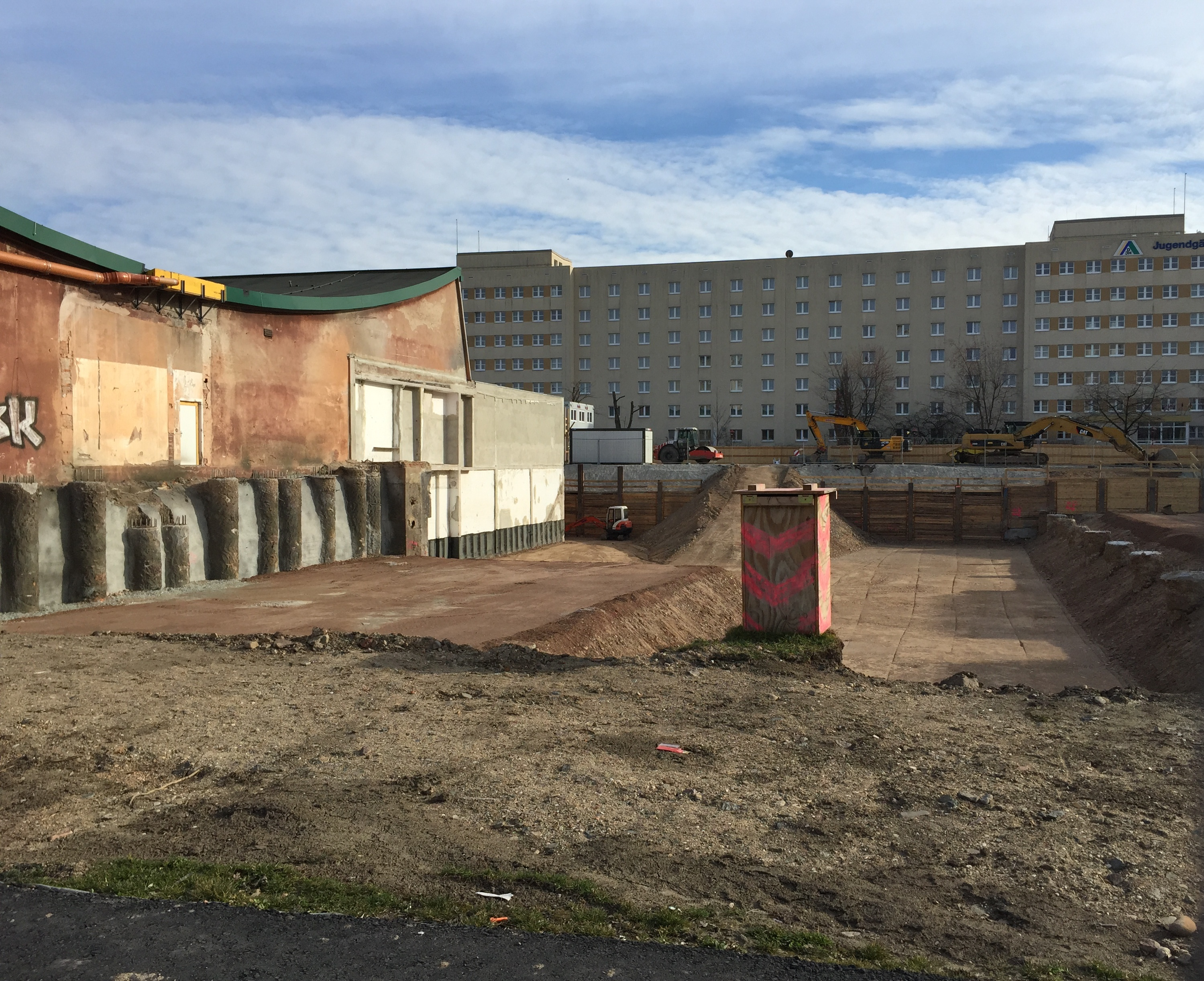
Aushub der Baugrube im März 2015
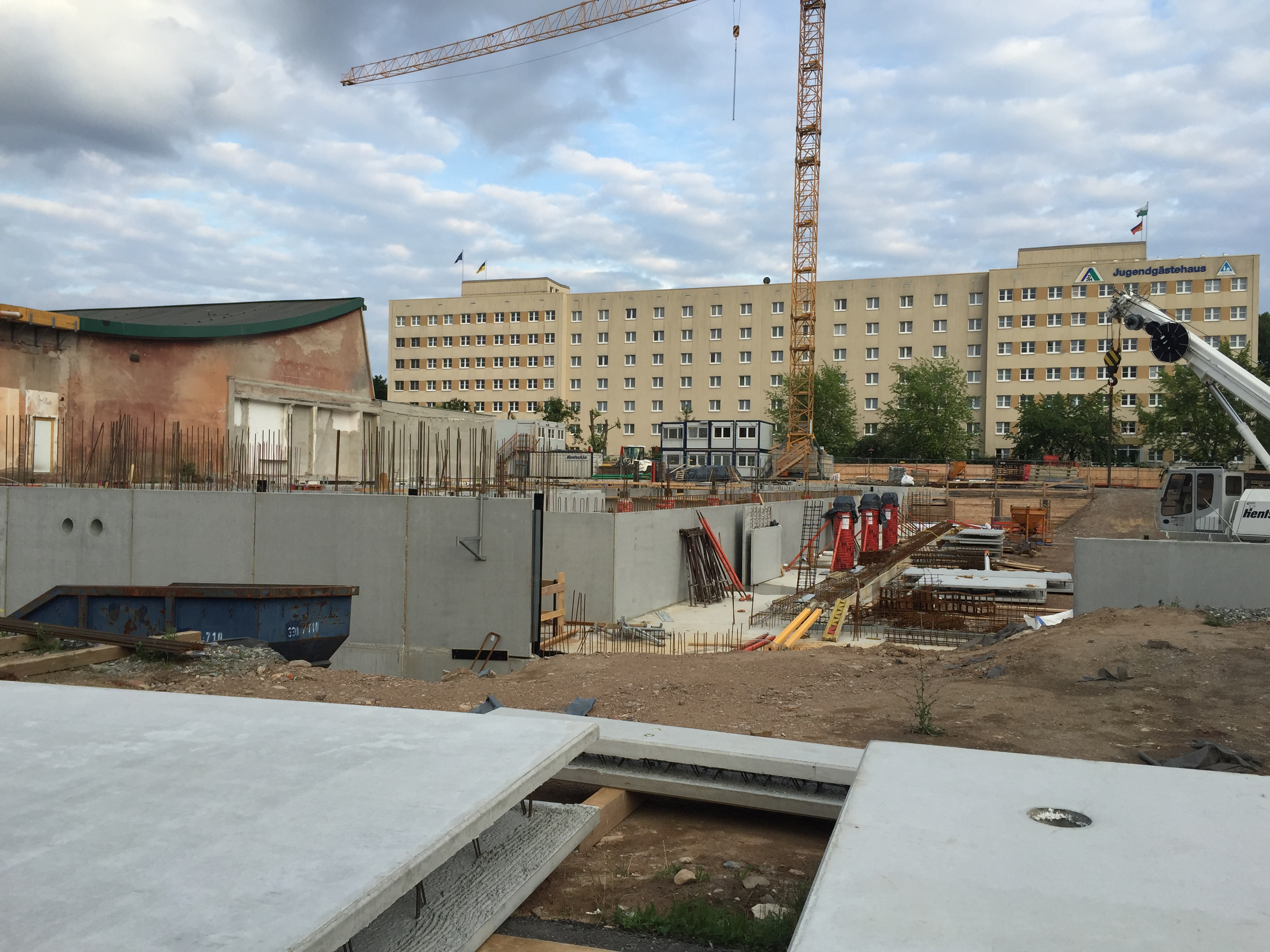
Baufortschritt im Juni 2015
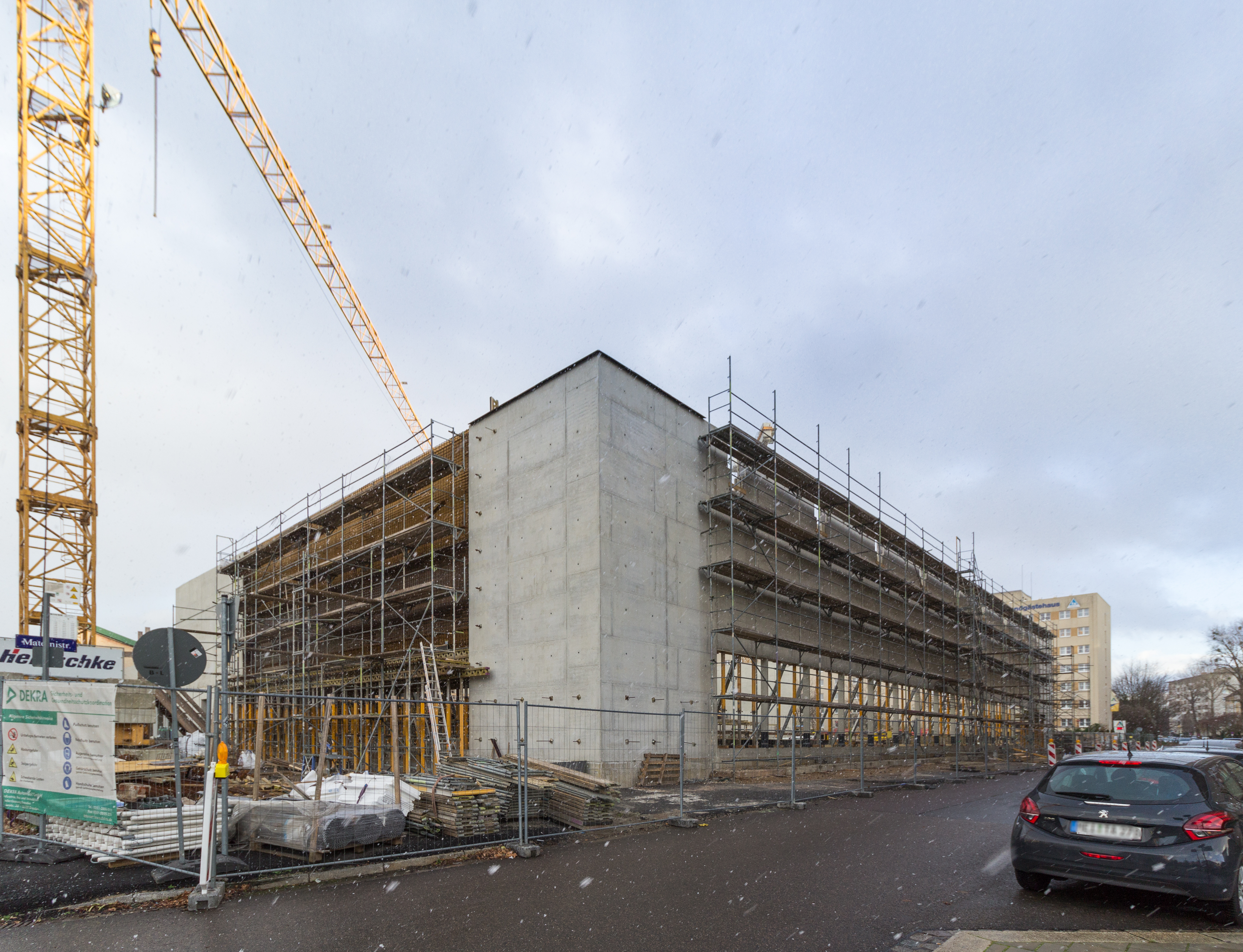
Die Baustelle im November 2015
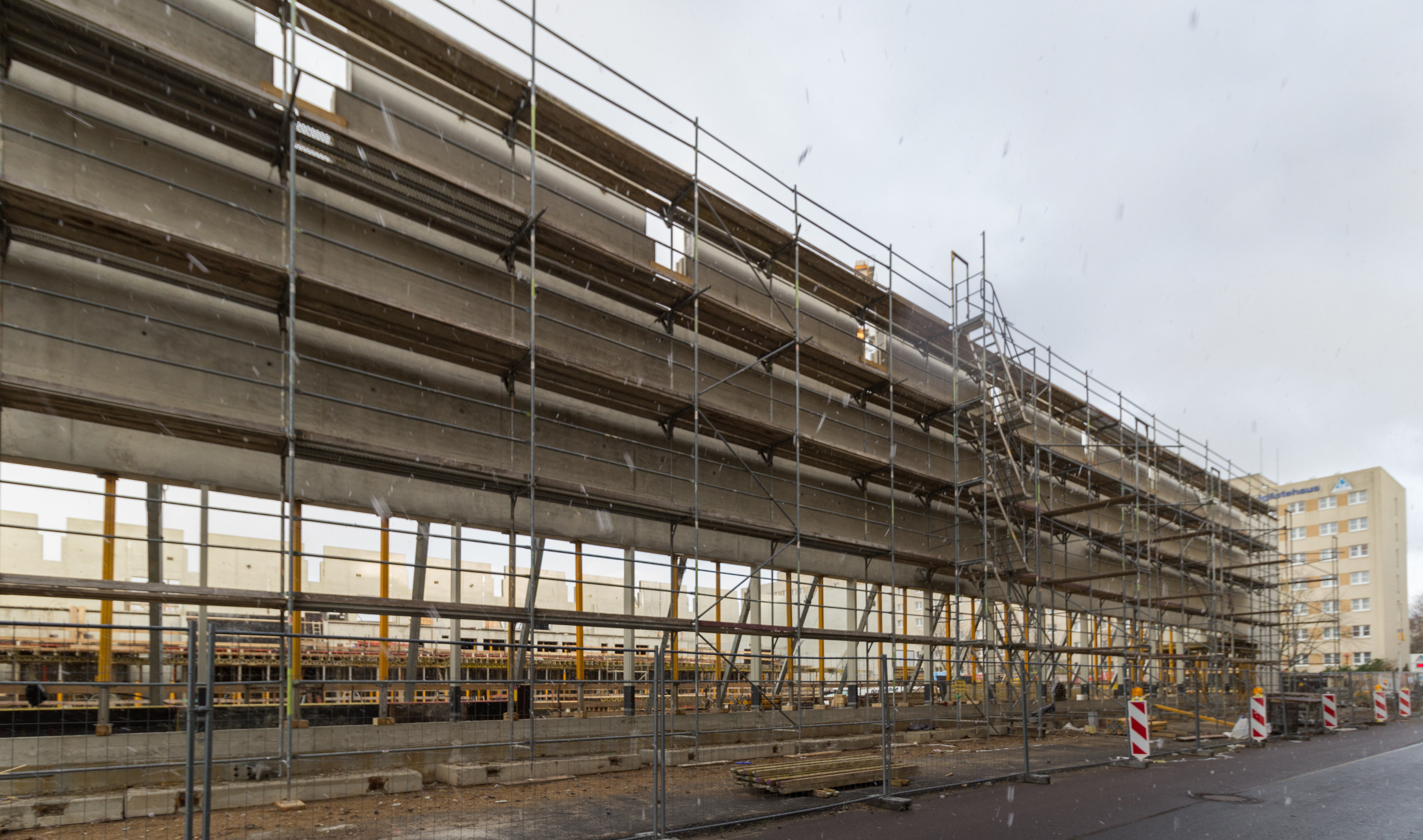
Die spätere Glasfront zur Maternistraße hin
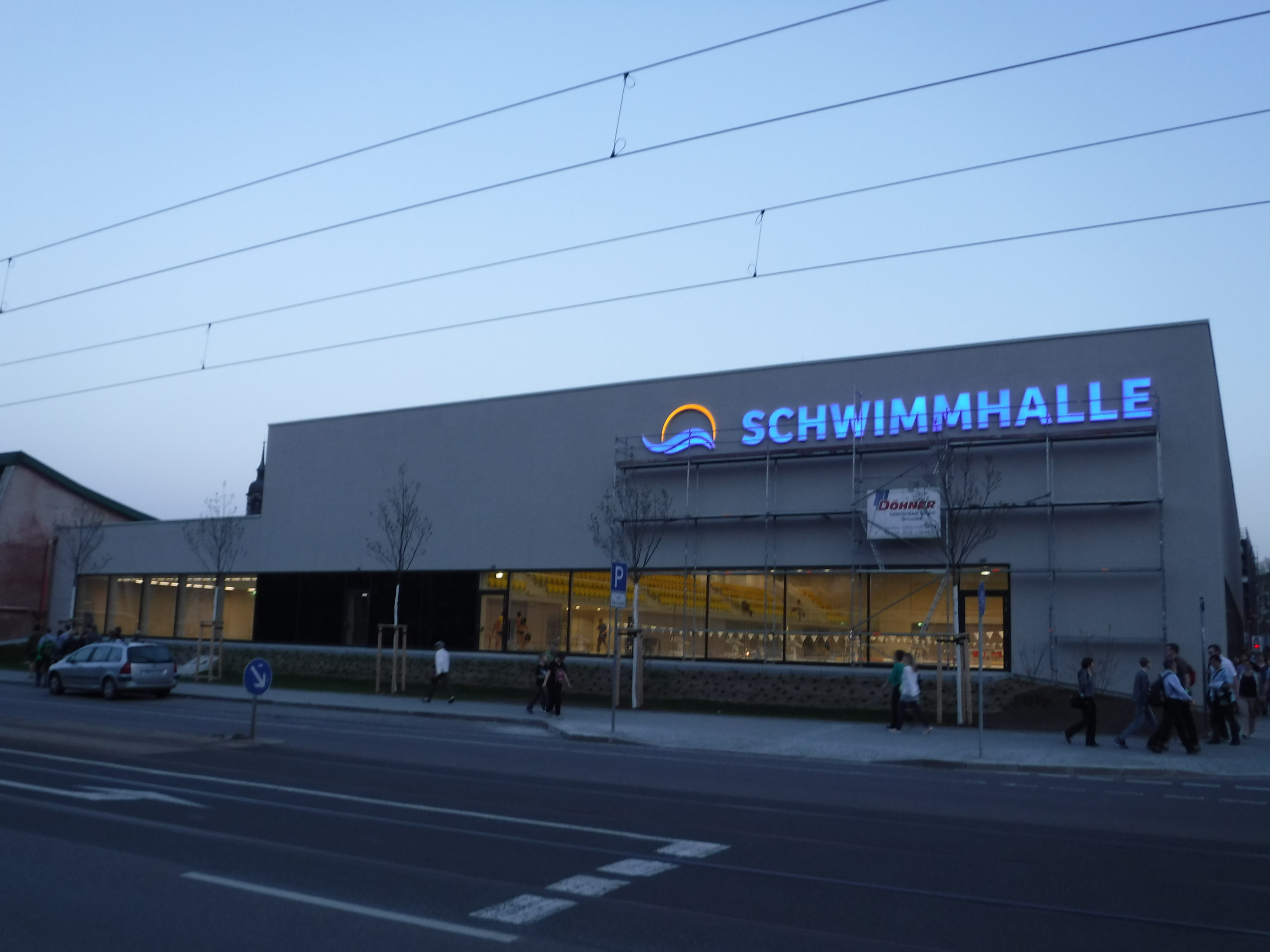
Nach der Eröffnung wurde Anfang April 2017 Leuchtschrift zur Freiberger Straße hin angebracht.

Am 13. Dezember 2016 wurde der Neubau mit einem Festakt eingeweiht. Vom 16. bis zum 18. Dezember fand noch vor der Eröffnung für die Allgemeinheit das Christstollen-Schwimmfest im neuen Becken statt. Seit dem 19. Dezember ist die Anlage für Vereins- und Schulsport sowie die Öffentlichkeit nutzbar. Der Zugang zur Halle und dem neuen Sanitärbereich erfolgt bis zur Fertigstellung des gemeinsamen Eingangsbereichs mit dem Altbau über Container. Diese sind von der Maternistraße aus zugänglich und beherbergen unter anderem den Kassenbereich.
Die Schwimmhalle von 2016 liegt parallel zur Maternistraße. Ihr Hauptzugang befindet sich am Südende. Über eine Treppe ist von dort der Aufgang zur etwa 400 Personen fassenden Zuschauertribüne möglich, daneben befinden sich direkte Durchgänge in die Halle. Unterhalb der Tribüne befinden sich Material- und Personalräume. Der Umkleide- und Sanitärbereich für diese Halle liegt zwischen Alt- und Neubau. Am nördlichen Ende des Sanitärtraktes schließt sich ein Gang an, der zunächst nur in die Neubauhalle führt, später aber auch eine Verbindung zum Altbau herstellen soll. Davor befindet sich zur Freiberger Straße hin das 12,5 × 8 Meter messende Lehrschwimmbecken des Komplexes mit einer Wassertiefe bis zu 1,35 Meter.
Das 50 Meter lange Edelstahl-Schwimmbecken hat acht Startbahnen, die zu beiden Seiten mit Startblöcken mit verstellbarer Fußstütze ausgestattet sind. An den Seiten zu Freiberger und Maternistraße befindet sich je eine elektronische Anzeigetafel für Wettkampfergebnisse oder Spielstände.

### Springerhalle

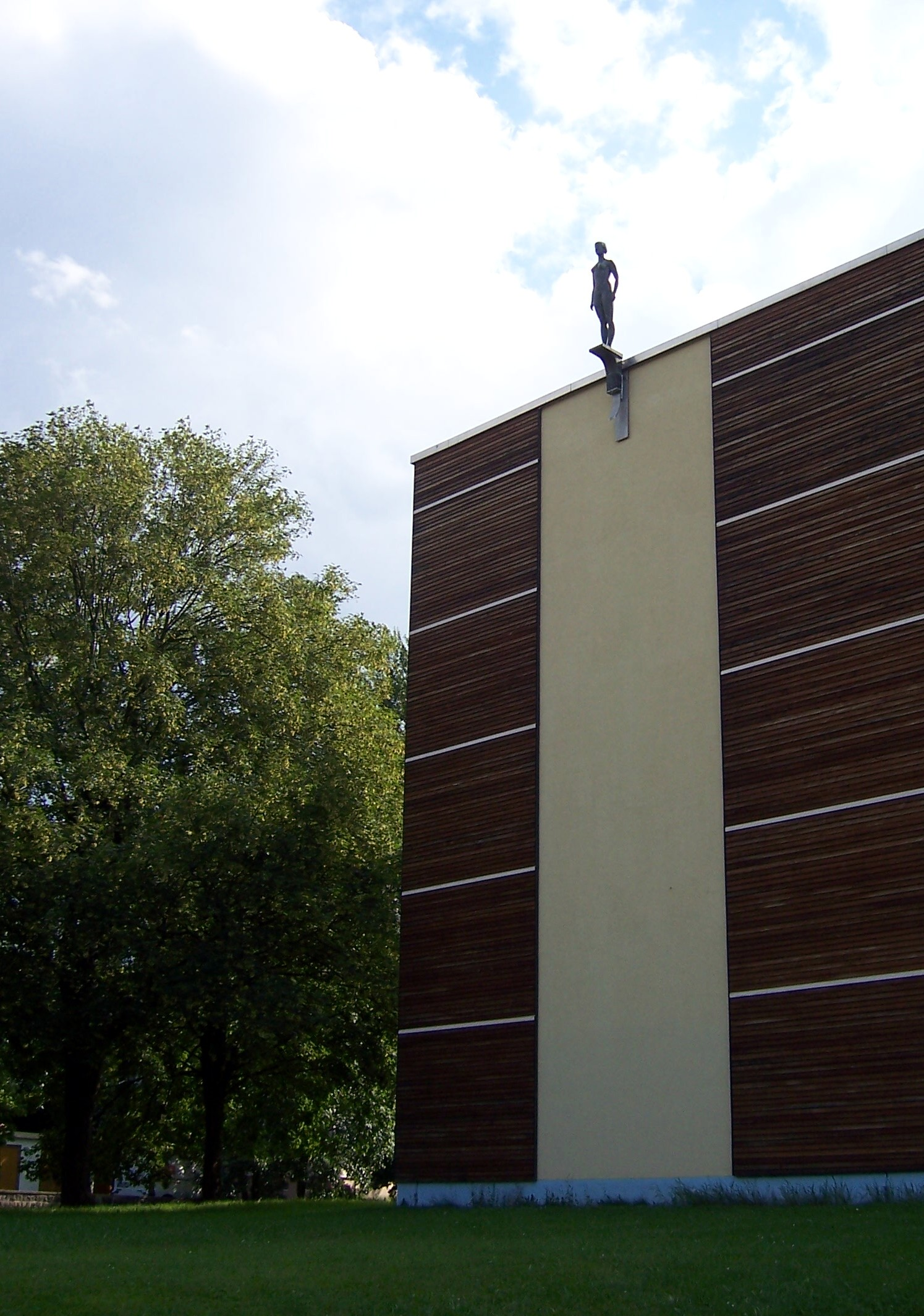
Skulptur Ingrid Krämer von Hans Steger auf dem Dach der Sprunghalle

Im Jahr 1960 wurde der Bau der Dresdner Springerhalle beschlossen. Die Sprunghalle wurde als Stahlskelettbau mit einem Zehn-Meter-Turm im Innern errichtet. Ihre Fassade bestand aus sechs hohen Tragpfeilern mit dazwischenliegenden großen Glasflächen und eingeschobenen Fensterkompartimenten – durch Rahmungen separat abgegrenzte Fensterteile – in der Erdgeschosszone. Die Sprunghalle wurde nach Entwürfen der Architekten Claus Kayser, Helmut Regel und Joachim Hans Schulz 1964 fertiggestellt.
Anlass für den Bau der Springerhalle war der Sieg der Dresdnerin Ingrid Krämer-Gulbin in Rom bei den Olympischen Spielen 1960 im Kunst- und Turmspringen, wo sie Gold gewann. Im Jahr 1968 schuf Hans Steger die lebensgroße Bronzeplastik der Sportlerin. Nach seinem Tod stellten Helmut Heinze und Wilhelm Landgraf die Plastik fertig.
Im Jahr 2002 entfernte Architekt Johannes Böhm drei mittlere Tragpfeiler der Fassade zum Teil und baute an deren Stelle eine Tribüne ein. Der Anbau ist Gegenstand von Kritik geworden, da „der schroffe Anbau … die einstige Offenheit und Transparenz der wohlgestalteten Glasfassade [entfernte]. Diese ermöglichte dem sportbegeisterten Passanten vor dem Umbau, die eleganten Drehungen der Turmspringer von der Straße aus zu beobachten. Für die Springer ist dazu das nun nötige Kunstlicht ein enormer Störfaktor“.
Die Bronzefigur Ingrid Krämer steht heute auf dem Dach des Sprunghallenanbaus von 2002.

## Nutzung
Neben dem öffentlichen Bade- und Kursbetrieb und dem Schulschwimmen ist die Schwimmhalle am Freiberger Platz Trainingsort zahlreicher Dresdner Sport- und Schwimmvereine (unter anderem Schwimmabteilungen des Dresdner SC 1898 und des USV TU Dresden). Ebenso nutzen die Wasserballer des SWV TuR Dresden die Halle als Trainings- und Heimspielstätte. Im Bereich des Leistungssports ist die Halle Trainingszentrum des Landesstützpunktes Schwimmen im Sächsischen Schwimm-Verband und des Bundesstützpunktes Wasserspringen im Deutschen Schwimm-Verband.
Folgende einmalige Großveranstaltungen wurden im Schwimmsportkomplex am Freiberger Platz ausgetragen:
- 24.–27. Mai 1990: DDR-Meisterschaften im Schwimmen 1990
- 12. Dezember 2017: Wasserball-Weltliga-Spiel Deutschland–Russland
- 29. Januar 2019: Wasserball-Weltliga-Spiel Deutschland–Ungarn

Jährlich finden zudem die mit internationaler Beteiligung ausgetragenen Schwimmwettkämpfe „Dresdner Christstollen-Schwimmfest“ und „Dresdner Frühjahrspreis“ statt. Außerdem ist die Schwimmhalle Austragungsort zahlreicher Wettkämpfe auf nationaler und regionaler Ebene.